# Bezzia riparia
Bezzia riparia är en tvåvingeart som beskrevs av Clastrier 1985. Bezzia riparia ingår i släktet Bezzia och familjen svidknott.
Artens utbredningsområde är Nya Kaledonien. Inga underarter finns listade i Catalogue of Life.